# Bécsi Rádió Szimfonikus Zenekar
A Bécsi Rádió Szimfonikus Zenekar (németül: Radio-Symphonieorchester Wien, röviden RSO Wien) Ausztria egyetlen közszolgálati rádiószimfonikus zenekara. Az Osztrák Rádió és Televízió (ORF) fenntartásában működik, székhelye Bécsben található. Az együttes különösen ismert a kortárs zene iránti elkötelezettségéről, valamint arról, hogy fiatal tehetségek és új művek bemutatásában is élen jár.

## Története
A Bécsi Rádió Szimfonikus Zenekar (Radio-Symphonieorchester Wien, RSO Wien) 1969-ben alakult meg az Osztrák Rádió (ORF) Nagyzenekarából, és kezdetben 1996-ig ORF Szimfonikus Zenekar (ORF-Symphonieorchester) néven működött.
Az 1967-es rádióreformot követően Otto Sertl lett az Osztrák Rádió zenei vezetője 1969-ben. Feladata az volt, hogy a német és angol modell alapján rádiózenekarokat alakítson ki. Az első karmester Milan Horvat lett, aki a zenekart a kortárs zene jelentős együttesévé fejlesztette. A zenekar küldetése a klasszikus repertoár és a kortárs zene egyenrangú ápolása, valamint az osztrák kulturális örökség közvetítése Ausztriában és nemzetközi szinten.
1975-ben először vette át fiatal karmester a zenekar vezetését: a mindössze 31 éves Leif Segerstam. Karmesterként és művészeti vezetőként 1982-ig tartó időszaka alatt a repertoár egyik fő súlypontját az északi zeneszerzők – például Jean Sibelius – művei képezték.
1982-ben Lothar Zagrosek követte a karmesteri poszton, aki elsősorban a 20. századi zenére helyezte a hangsúlyt.
1989-ben Pinchas Steinberg lett a zenekar következő karmestere. Vezetése alatt a zenekar tovább bővítette repertoárját. Steinberg egyrészt új hangsúlyokat helyezett ritkán játszott operák koncertszerű előadásaira, másrészt pedig népszerű farsangi hangversenyekkel gazdagította a programot.
1996-ban a zenekar nevét RSO Wien-re változtatták, és Dennis Russell Davies vette át a vezetést. Az amerikai karmester különösen több honfitársa, Philip Glass művét vitte színre ez idő alatt.
2002-töl Bertrand de Billy töltötte be a Bécsi Rádió Szimfonikus Zenekarának (RSO Wien) vezető karmesteri posztját. Ebben az időszakban meghatározó szerepet játszott a zenekar művészi arculatának formálásában és nemzetközi elismertségének növelésében. Vezetése alatt a zenekar repertoárja jelentősen bővült, különös figyelmet fordítottak a 20. és 21. századi zeneszerzők műveire, valamint az osztrák kortárs zene bemutatására is.
2009 februárjában a zenekar ismét nevet változtatott: az új hivatalos elnevezés ORF Radio-Symphonieorchester Wien, röviden ORF RSO Wien lett.
2010-ben Cornelius Meister vette át a vezető karmesteri tisztséget, aki ezzel a zenekar addigi történetének legfiatalabb főzeneigazgatója lett.
2019 óta Marin Alsop áll az együttes élén, mint a zenekar történetének első női vezető karmestere. Előzőleg a Baltimore-i és a São Pauló-i Szimfonikus Zenekar, valamint a Bournemouth-i Szimfonikus Zenekar élén is állt.  A Bécsi Rádiózenekarral 2019-ben kezdte meg munkáját, és szerződését 2025-ig meghosszabbították.  2025-ben elnyerte az International Classical Music Awards egyik díját John Adams-műveket bemutató lemezével, amelyet az RSO Wiennel készített. Alsop gyakran szólal meg a nők klasszikus zenében betöltött szerepéről is, és úttörő munkásságát nemzetközi szinten is elismerik.  A világ egyik legismertebb női karmestere, az első nő, aki elnyerte a Kuszevickij-díjat. 
2023-ban az Osztrák Rádió és Televízió (ORF) kormányzati utasításra jelentős költségcsökkentési intézkedéseket vezetett be, amelyek következtében csökkentette a Bécsi Rádió Szimfonikus Zenekar (RSO Wien) támogatását. A bejelentés széles körű társadalmi és szakmai tiltakozást váltott ki: egy petíció több mint 75 000 aláírást gyűjtött össze a zenekar megmentéséért, és számos európai zenekar – köztük a Bajor Állami Zenekar, a Müncheni Filharmonikusok és a Bajor Rádiózenekar – közös nyilatkozatban állt ki bécsi kollégáik mellett. Az IMZ (International Music + Media Centre) nyílt levélben fejezte ki támogatását, hangsúlyozva az RSO kulturális jelentőségét. Emellett a bécsi Musikverein, a Theater an der Wien és más jelentős osztrák kulturális intézmények vezetői is nyilvánosan kiálltak az együttes fennmaradása mellett. 

## Vezető karmesterek
- Milán Horvát (1969–1975)
- Leif Segerstam (1975–1982)
- Lothar Zagrosek (1982–1986)
- Pinchas Steinberg (1989–1996)
- Dennis Russell Davies (1996–2002)
- Bertrand de Billy (2002-2010)
- Cornelius Meister (2010–2018)
- Marin Alsop (2019-től napjainkig)[7]
- Markus Poschner (2026-tól)[8]

## RSO Wien tevékenységei
- Kortárs és klasszikus repertoár ötvözése
- Számos ősbemutató, különösen a bécsi Musikvereinban [6]
- Fellépések: Musikverein, Konzerthaus, Salzburgi Ünnepi Játékok, Wien Modern, KlangBogen, Theater an der Wien stb. [9]
- Rendszeres együttműködés operaházakkal, köztük a Theater an der Wien és a Theater an der Wien
- Elismert vendégkarmesterek és szólisták meghívása. [10] [11]
- Oktatási és közönségépítő programok [12]

## Kortárs zenei tevékenység
A zenekar Kurtág György, Friedrich Cerha, John Adams, Lera Auerbach és más 20–21. századi zeneszerzők műveinek is aktív megszólaltatója. 2024-ben Markus Poschner vezetésével részt vesz Anton Bruckner összes szimfóniájának felvételében is, amelyet a Capriccio kiadó 18 lemezes sorozatban jelentet meg.  

## Együttműködések
A zenekar vendégszólistái között szerepelt:
- Li-Wei Qin csellóművész [11]
- Lukács Miklós cimbalomművész [13]
- Natalja Zagorinszkaja szoprán (Kurtág Ahmatova-dalok)
- Rendszeres közreműködő a Theater an der Wien és a Művészetek Palotája vendégprodukcióiban is (pl. Kurtág-darabok, Mozart: Don Giovanni). [10]

## Magyar vonatkozások
- Halász Péter magyar karmester 2001-ben vezényelte a zenekart Kodály Galántai táncok című művében, ami elismerést váltott ki az osztrák sajtóban. [14]
- Káli Gábor karmester 2019-ben debütált az RSO élén a Salzburgi Ünnepi Játékokon. 2021-ben a Musikvereinban, 2023-ban pedig a Berlini Állami Operaházban is fellépett. [15] [16]
- Keserű Péter a zenekar első kürtöse [17]

## Lemezek és díjak
- A zenekar felvételei számos kiadónál jelentek meg, köztük a Capriccio, CPO, Naxos és Sony Classical gondozásában. [18]
- 2025-ben ICMA-díjat nyert John Adams műveit bemutató lemezükkel (Marin Alsop vezényletével). [19]

## Fordítás
Ez a szócikk részben vagy egészben  a   Vienna Radio Symphony Orchestra című angol Wikipédia-szócikk ezen változatának fordításán alapul.  Az eredeti cikk szerkesztőit annak laptörténete sorolja fel. Ez a jelzés csupán a megfogalmazás eredetét és a szerzői jogokat jelzi, nem szolgál a cikkben szereplő információk forrásmegjelöléseként.